# Simeto
Il Simèto (Simaethum in latino, Symaithos, Σύμαιθος in greco antico, Wādī Mūsā 'Fiume di Mosè' in arabo) è, per ampiezza del bacino, il principale fiume della Sicilia, mentre per lunghezza è secondo dopo l'Imera meridionale (o Salso Himeras). Presente anche nella mitologia antica con una ricchissima popolazione di dei (basti accennare al dio Adranos, padre degli dei gemelli Palici).
L'intero corso del fiume è compreso nella provincia di Catania, mentre il suo bacino si estende anche nelle province di Messina e di Enna. Nel suo percorso non attraversa nessun centro importante, ma sfiora Centuripe, Bronte, Adrano, Biancavilla, Paternò e Ramacca. Il fiume Simeto attraversa la Piana di Catania.

## Geografia
Il fiume Simeto nasce a circa 10 km a nord-ovest di Bronte, dall'unione del fiume di Cutò col fiume del Martello e col fiume della Saracena, tutti sgorganti dalle pendici dei monti Nebrodi.
Subito dopo essere transitato sotto il Ponte della Cantera, il fiume riceve il primo notevole affluente da destra, il Troina. Da qui il fiume assume direzione verso sud, incanalandosi tra i resti vulcanici formati dalle eruzioni dell'Etna. Il fiume infatti lambisce tutta la parte ovest della base del vulcano.
Giunto nei pressi di Adrano scorre, fungendo da confine, tra le province di Catania ed Enna, ricevendo da destra uno dei suoi principali affluenti, il fiume Salso, da alcuni considerato come uno dei suoi maggiori rami sorgentizi. 
Da qui il fiume prosegue puntando leggermente verso sud-est, attraversando Paternò.
Giunto presso la località la Rotondella, il Simeto entra nell'ampia Piana di Catania, scorrendo con andamento lento e sinuoso. Qui riceve da destra, rispettivamente a 8 km e a 2 km dalla foce, gli ultimi 2 importanti affluenti del suo bacino: il Dittaino e il Gornalunga, dopodiché sfocia nel Mar Ionio (Golfo di Catania), a sud dell'area metropolitana di Catania, nella frazione Primosole. 
Il Simeto è un fiume a regime torrentizio, con piene nella stagione autunnale e invernale (anche superiori a 1.500 m³/s) e con momenti di siccità nel periodo estivo.

## Peculiarità del percorso

### Forre laviche
Le Forre laviche del Simeto sono gole, con pareti di altezza variabile tra i 5 e i 15 m, scavate dal fiume Simeto nel basalto formatosi in seguito a colate laviche provenienti dall'Etna. La riserva naturale comprende un territorio di 1217,052 ettari ricadente nei comuni di Bronte, Adrano e Centuripe.

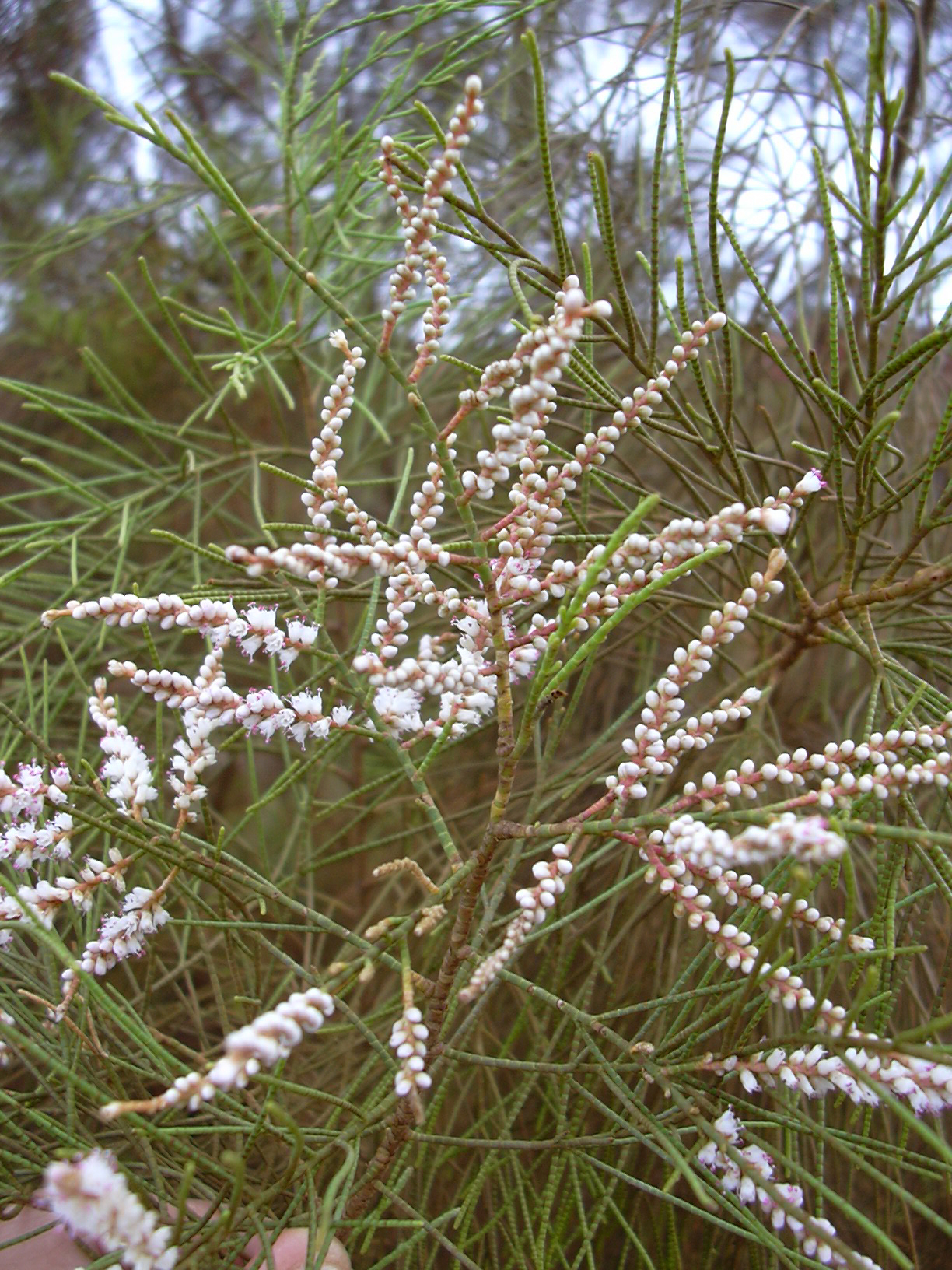
Tamarix
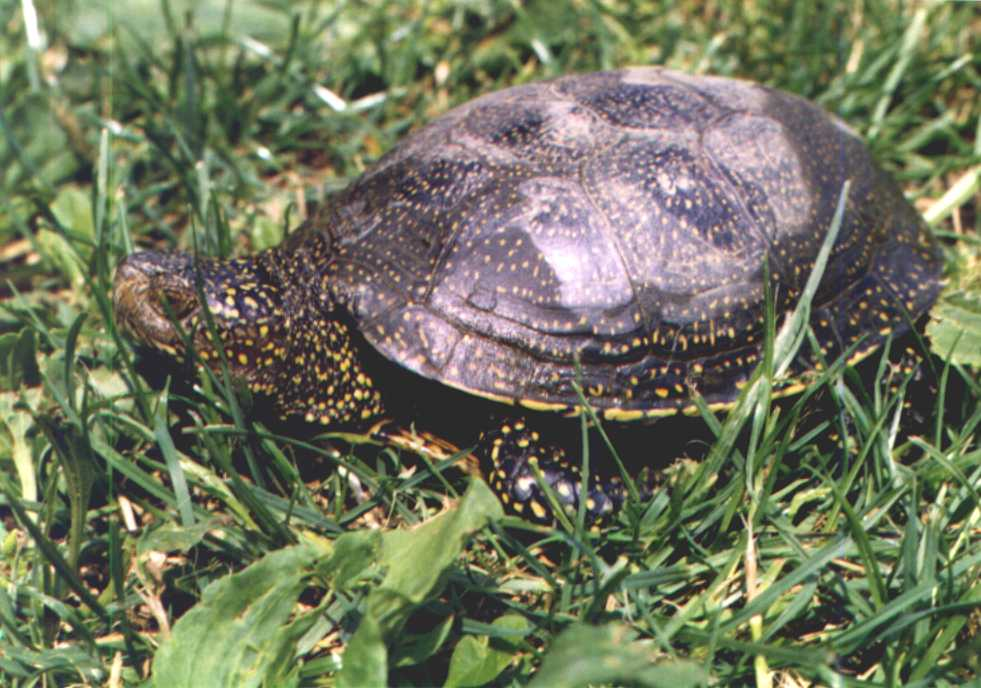
Testuggine palustre

### Tratto di Pietralunga
Anche il Tratto di Pietralunga del Fiume Simeto è stato inserito nell'elenco dei Siti di Importanza Comunitaria per la conservazione degli habitat naturali e seminaturali, nonché della flora e della fauna selvatiche e comprende un territorio di 675,413 ettari facente parte dei comuni di Biancavilla, Centuripe e Paternò. Uccelli migratori abituali (non presenti nella Direttiva 79/409/CEE) sono: l'Egretta garzetta, l'Alcedo atthis e il Charadrius dubius. Altre specie importanti dai punti di vista floreale e faunistico individuate sono la Lacerta bilineata, la Podarcis sicula e la Salsola verticillata schousboe.

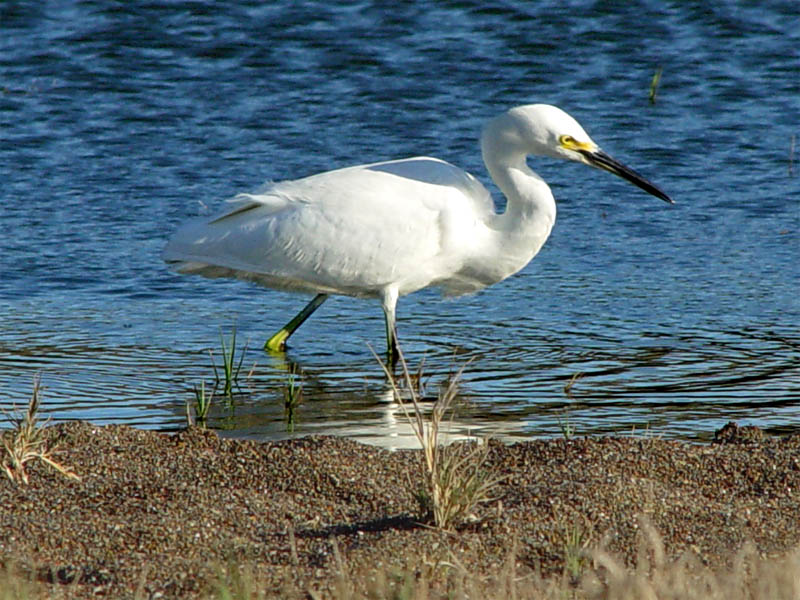
Garzetta
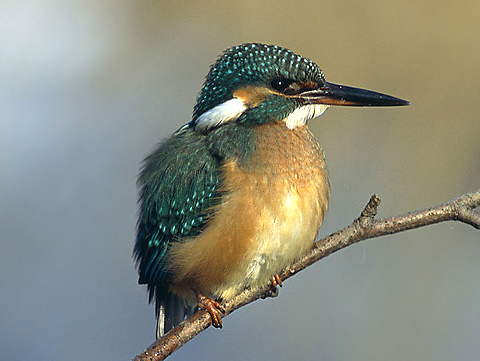
Martin pescatore
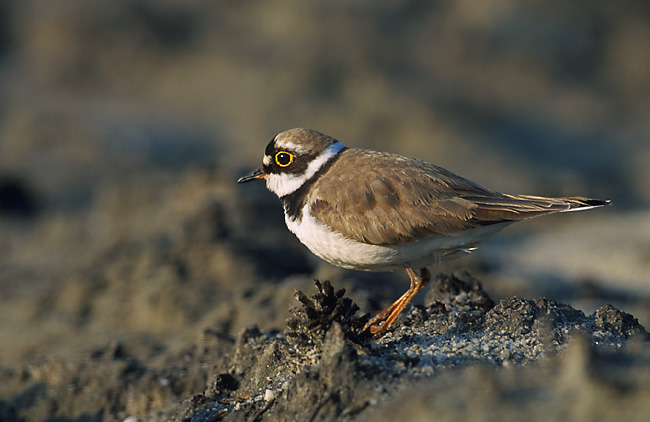
Corriere piccolo

Salsola
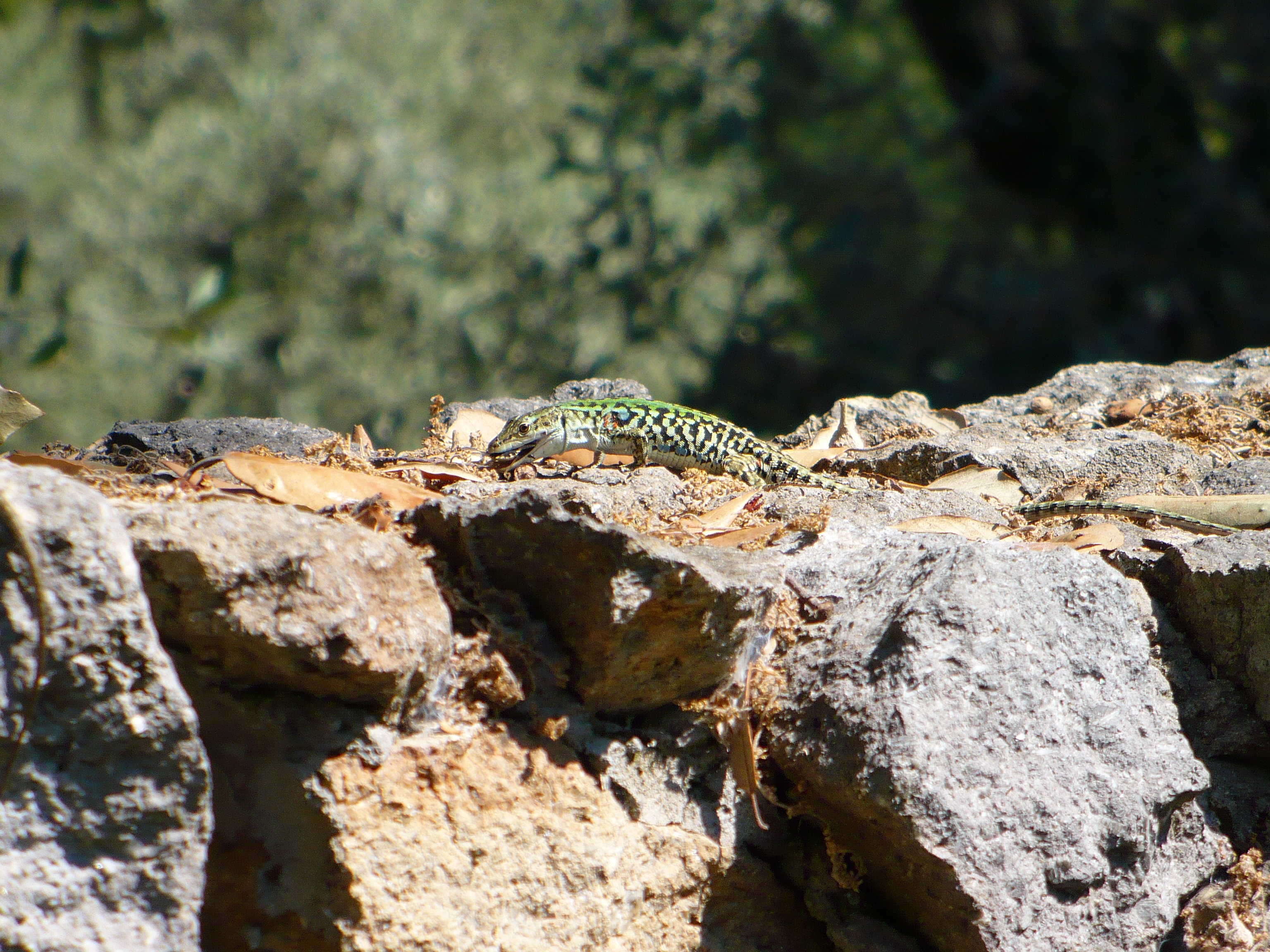
Lucertola campestre

## Ponti antichi sul Simeto

### Ponte romano di Pietralunga
Per la Strada statale 121, oltrepassata la cittadina di Paternò, prima della stazione ferroviaria di "Schettino" si svolta a sinistra; dopo due chilometri, ancora a destra sino alle pendici di Monte Castellaccio, qui si incontra il fiume e, percorrendo l'argine destro, si trovano i resti del Ponte romano di "Pietralunga", di cui si ammira un pilone, ribaltato dalla furia delle acque, e parte delle arcate che sostenevano la carreggiata.

### Ponte dei Saraceni
Partendo da Paternò e percorrendo la Strada statale 121 per Regalbuto, nei pressi di Adrano, si prende la Strada provinciale per Bronte, e vicino alla contrada Mendolito si devia per una strada di campagna che porta, dopo qualche chilometro, al fiume e quindi al Ponte dei Saraceni. La parte bassa del ponte testimonia l'architettura romana mentre il resto è di matrice saracena. La lava dell'Etna incisa dalle acque del fiume ha dato vita all'ingrottato lavico sottostante. Risalendo per qualche centinaio di metri il fiume camminando sul basalto lavico, si raggiunge la contrada "Salto del Pecoraio" dove le acque si incuneano e attraversano la roccia.

### Ponte normanno
Ritornando dal Ponte dei Saraceni sulla provinciale e proseguendo per Bronte, a circa 15 chilometri, si imbocca a sinistra la provinciale SP 17 III (che in provincia di Messina diventa SP 165). In località "Serravalle" si incontra un ponte medievale, forse normanno, sul fiume Troina, affluente del Simeto.

### Ponte-acquedotto Biscari
Lasciato il Ponte dei Saraceni, andando in direzione Paternò, si segue la provinciale fino al Ponte Maccarrone, dove si prosegue in direzione Troina. L'acquedotto, sul Simeto, venne costruito nel XVIII secolo dal principe di Biscari Ignazio Paternò Castello per irrigare i suoi possedimenti con le acque provenienti dalla Sorgente delle Favare, sita in località "Santa Domenica" ad Adrano. L'acquedotto corre su arcate per cinquecento metri; solo però gli archi laterali sono originali, poiché la parte centrale è stata rifatta.

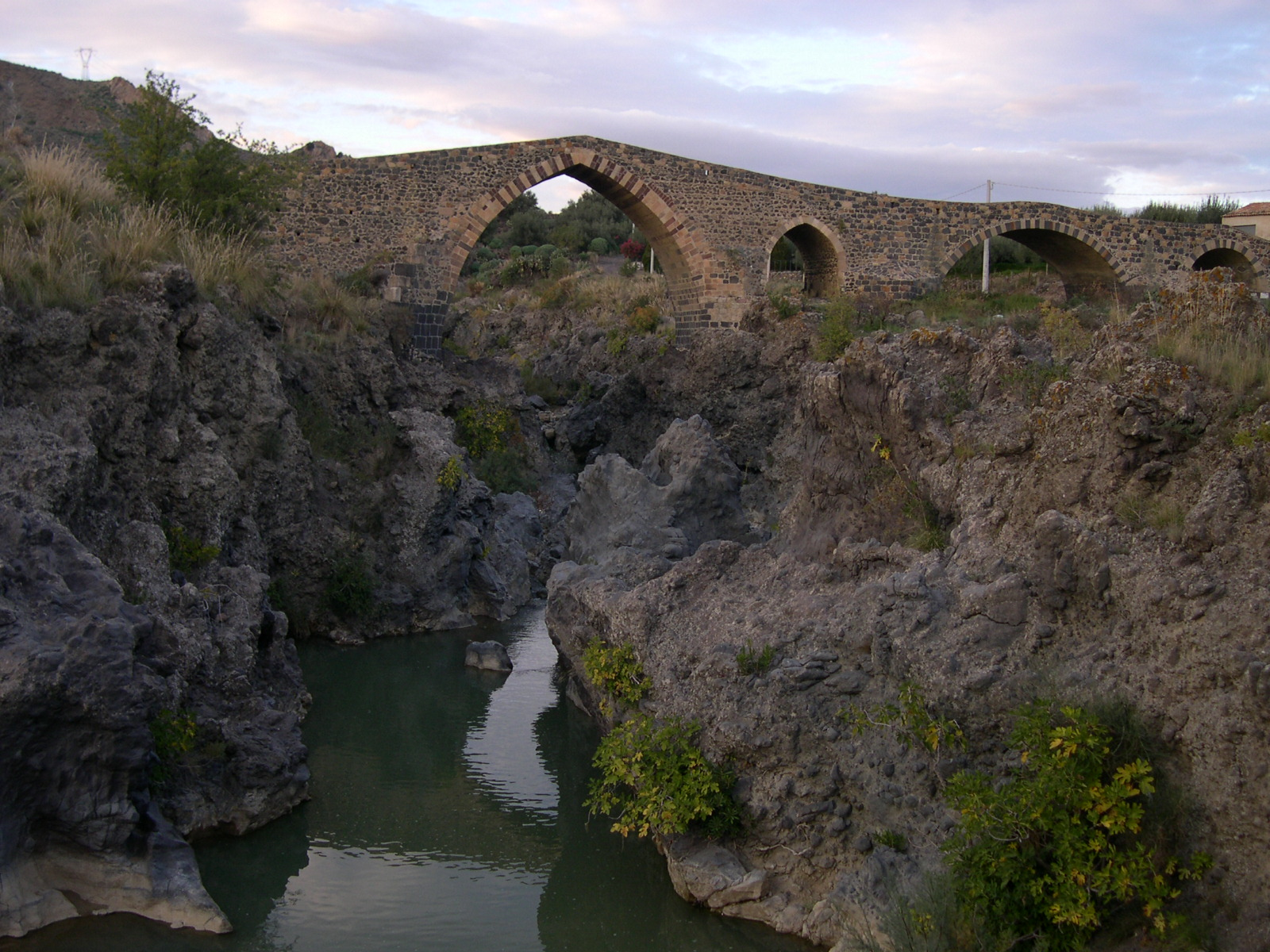
Il ponte dei Saraceni
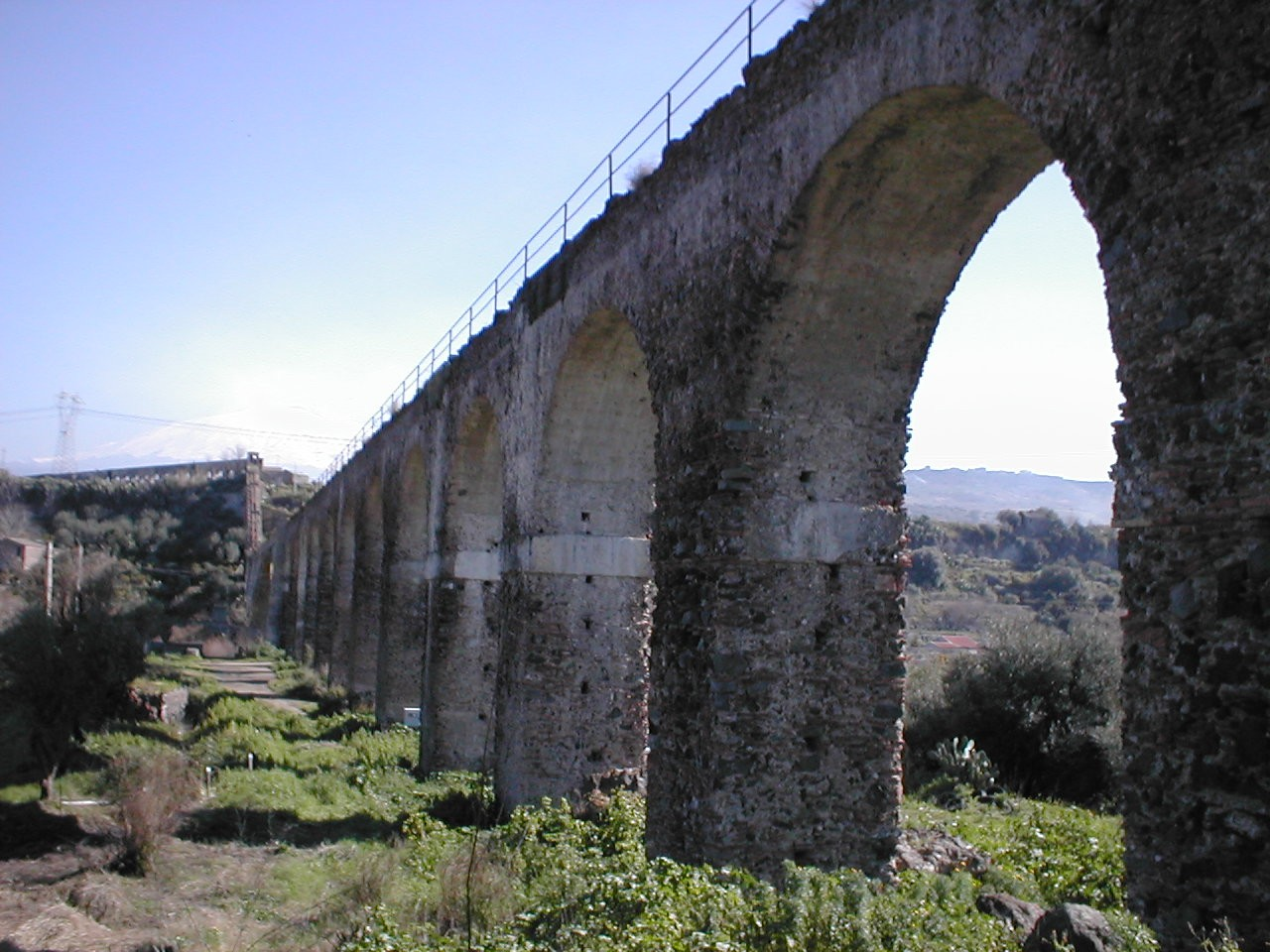
Il ponte-acquedotto Biscari
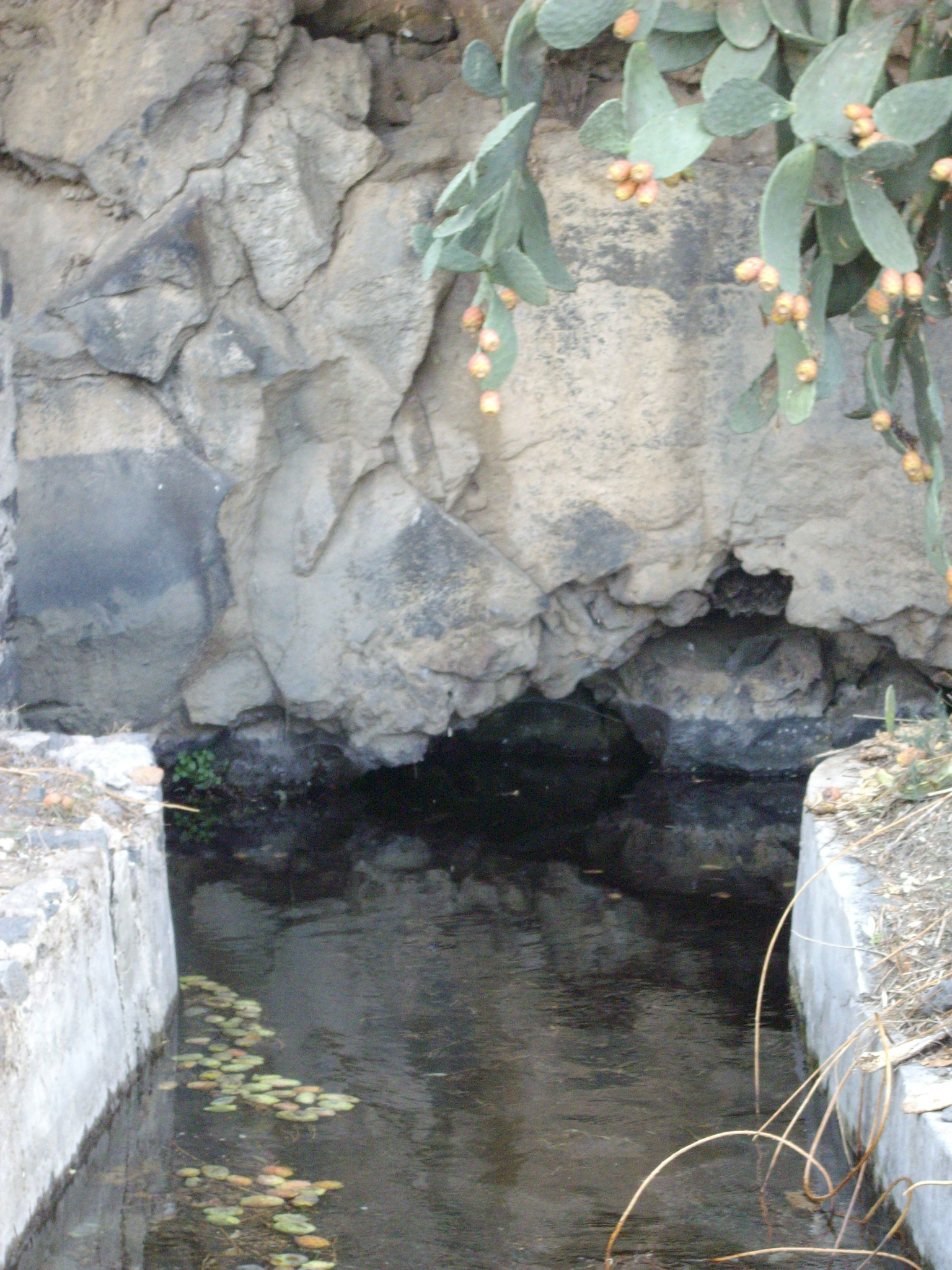
Sorgente delle Favare
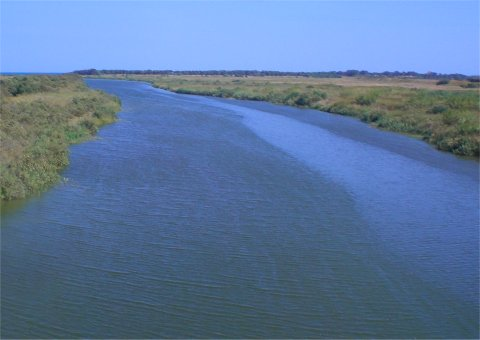
Il Simeto prima della foce

## L'Oasi del Simeto alla foce
La foce del Simeto è compresa nella Riserva naturale Oasi del Simeto, un'importante zona umida con uccelli caratteristici, tra cui il tuffetto (Tachybaptus ruficollis), il tarabusino (Ixobrychus minutus), la sgarza ciuffetto (Ardeola ralloides), l'airone cenerino (Ardea cinerea), il germano reale (Anas platyrhynchos), il porciglione (Rallus aquaticus), la gallinella d'acqua (Gallinula chloropus), la folaga (Fulica atra), il cavaliere d'Italia (Himantopus himantopus), il corriere piccolo (Charadrius dubius), il fratino (Charadrius alexandrinus), il martin pescatore (Alcedo atthis), l'usignolo di fiume (Cettia cetti), la cannaiola (Acrocephalus scirpaceus), il beccamoschino (Cisticola juncidis), il pendolino (Remiz pendulinus) e la moretta tabaccata (Aythya nyroca).